# Ryoto Higa
Ryoto Higa (比嘉 諒人 Higa Ryoto?), född 17 oktober 1990 i Gifu prefektur, är en japansk fotbollsspelare.
Higa började sin karriär 2014 i FC Gifu. 2016 flyttade han till Blaublitz Akita.